# Fărcașa
Fărcașa es una comuna ubicada en el distrito de Maramureș, Rumania.

## Superficie
Cuenta con una superficie de 48,41 kilómetros cuadrados.

## Demografía
Hasta 2021 la población era de 4096 habitantes, con una densidad de población de 84,61 habitantes por kilómetro cuadrado.